# Streptopus koreanus
Streptopus koreanus är en liljeväxtart som först beskrevs av Vladimir Leontjevitj Komarov, och fick sitt nu gällande namn av Jisaburo Ohwi. Streptopus koreanus ingår i släktet Streptopus och familjen liljeväxter. Inga underarter finns listade.